# Jasmineira caeca
Jasmineira caeca är en ringmaskart som beskrevs av Ehlers 1913. Jasmineira caeca ingår i släktet Jasmineira och familjen Sabellidae. Inga underarter finns listade i Catalogue of Life.